# تپه داوالی یر
تپه داوالی یر در شهرستان مشگین‌شهر، بخش مرکزی، دهستان مشکین غربی، روستای آغجالو واقع شده و این اثر در تاریخ ۲۸ اسفند ۱۳۸۵ با شمارهٔ ثبت ۱۹۰۱۹ به‌عنوان یکی از آثار ملی ایران به ثبت رسیده است.